# Call of Duty: Infinite Warfare
Call of Duty: Infinite Warfare је пуцачина из првог лица коју је развила компанија Infinity Ward, а објавио Activision. Ово је 13 наставак серијала Call of Duty. Јавности је игра била доступна од 4. новембра 2016. године када је изашла за Windows, PlayStation 4 и Xbox One.